# Petr Ulrich
Petr Ulrich, též Petr z Heilbronnu či Petr z Pirny (kolem 1440 Heilbronn - 1513/14 Pirna) byl pozdně gotický stavitel, který působil zejména v oblasti Saska.

## Život
Narodil se kolem roku 1440 v Heilbronnu (Bádensko-Württembersko), jeho žena se jmenovala Dorotea. Na prvních stavbách spolupracoval s Arnoldem Vetsfálským na Albrechtsburgu (Míšeň) a také s Konradem Pflügerem. Již roku 1478 pracoval pro kurfiřta Ernsta a knížete Albrechta III. Stavěl různé budovy v Drážďanech, v roce 1493 se tam stal měšťanem. V roce 1504 začal stavět halový kostel v Pirně, roku 1503 se podílel na stavbě kostela v Lommatzschi u Míšně. V Pirně si postavil i dům pro svou rodinu. Po smrti Konrada Pflügera pokračoval ve stavbě kostela sv. Anny v saském Annabergu.